# Oberhoffen-lès-Wissembourg
Oberhoffen-lès-Wissembourg là một xã thuộc tỉnh Bas-Rhin trong vùng Grand Est đông bắc Pháp.
It has the longest name of any commune in the Alsace region.